# Mesolamia aerata
Mesolamia aerata är en skalbaggsart som beskrevs av Thomas Broun 1893. Mesolamia aerata ingår i släktet Mesolamia och familjen långhorningar. Inga underarter finns listade i Catalogue of Life.